# Riedlingen
Riedlingen je město v Německu, ve spolkové zemi Bádensko-Württembersko, v okrese Biberach. Leží na Dunaji jižně od Švábské Alby. Má zhruba deset tisíc obyvatel a v roce 2005 oslavilo 750 let od svého založení.
Narodil se zde Mario Gómez (fotbalista VfB Stuttgart i Německá fotbalová reprezentace) a 17. února 1998 zde zemřel spisovatel Ernst Jünger.

## Vývoj počtu obyvatel
| Rok  | Obyvatel |
| ---- | -------- |
| 1871 | 4.909    |
| 1880 | 5.183    |
| 1890 | 5.085    |
| 1900 | 4.851    |
| 1910 | 5.155    |
| 1925 | 5.229    |

| Rok  | Obyvatel |
| ---- | -------- |
| 1933 | 5.142    |
| 1939 | 5.144    |
| 1950 | 6.498    |
| 1956 | 7.334    |
| 1961 | 7.993    |
| 1965 | 8.550    |

| Rok  | Obyvatel |
| ---- | -------- |
| 1970 | 8.712    |
| 1975 | 8.779    |
| 1980 | 8.536    |
| 1985 | 8.426    |
| 1990 | 8.684    |
| 1995 | 9.499    |

| Rok  | Obyvatel |
| ---- | -------- |
| 2000 | 10.169   |
| 2005 | 10.376   |
| 2008 | 10.313   |